# 위방산
위방산(韋方山, ? ~ ?)은 전한 후기의 관료로, 우부풍 평릉현(平陵縣) 사람이다. 승상 위현의 장남이다.

## 생애
벼슬하여 고침령(高寢令)에 이르렀으나, 일찍 죽었다. 위방산이 죽었기 때문에 위현의 부양후(扶陽侯) 작위는 차남 위홍이 이을 예정이었으나, 위현이 죽기 직전에 위홍이 죄를 지었기 때문에 막내 위현성이 이었다.
아들 위안세는 성제 때 대홍려를 지냈다.

## 출전
- 반고, 《한서》 권73 위현전